# Anopheles bengalensis
Anopheles bengalensis är en tvåvingeart som beskrevs av Puri 1930. Anopheles bengalensis ingår i släktet Anopheles och familjen stickmyggor. Inga underarter finns listade i Catalogue of Life.